# Vol espacial suborbital
| Vols espacials suborbitals tripulats |       |        |
| Nom                                  | Debut | Vols   |
| Mercury                              | 1961  | 2      |
| X-15                                 | 1962  | 13 o 2 |
| (Soiuz 18a)                          | 1975  | 1      |
| SpaceShipOne                         | 2004  | 3      |

Un vol espacial suborbital és un vol espacial on una nau espacial arriba a l'espai, però la seva trajectòria interseca l'atmosfera o la superfície del cos gravitacional des de la qual es va iniciar, de manera que no es realitzi una revolució orbital completa.
Per exemple, la trajectòria d'un objecte llançat des de la Terra que arriba a 100 km per sobre del nivell del mar, i després torna a caure a la Terra, es considera un vol espacial suborbital. Alguns vols suborbitals s'han dut a terme per posar a prova les naus espacials i vehicles de llançament més tard destinats al vol espacial orbital. Els altres vehicles estan específicament dissenyats només per al vol suborbital, i s'inclou vehicles tripulats, com el X-15 i el SpaceShipOne, i els no tripulats com ara MBI i els coets sonda.
Els vols espacials suborbitals són diferents dels vols que arriben a l'òrbita per l'ús de retrocoets per sortir d'òrbita després de menys d'un període orbital complet. Així, els vols de la Fractional Orbital Bombardment System no serien considerats suborbitals, en el seu lloc aquests són considerats simplement vols a òrbita terrestre baixa.
Generalment, s'utilitza un coet, però experimentalment també s'ha aconseguit un vol espacial suborbital amb un canó espacial.

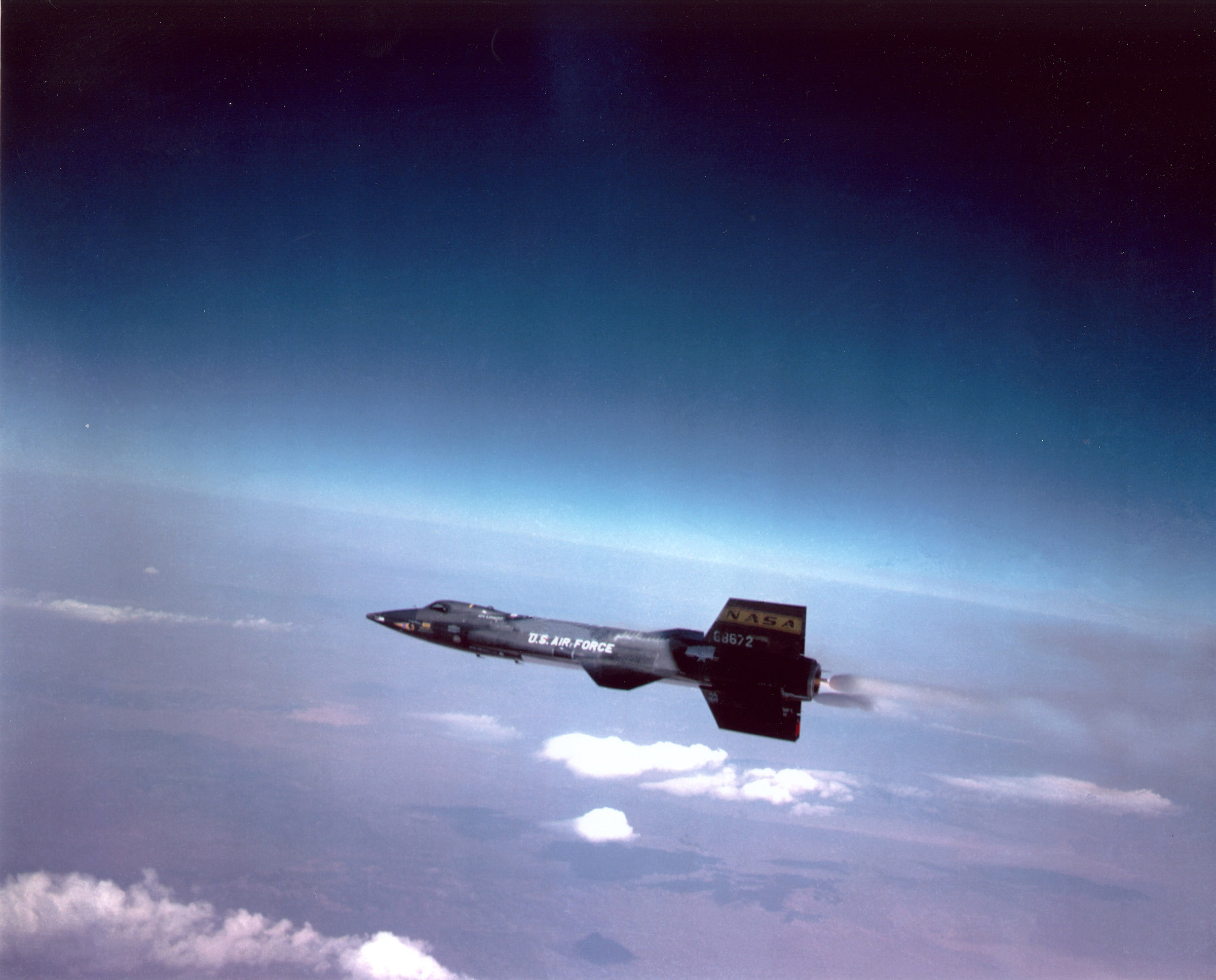
X-15 en vol

## Requisit d'altitud

Bala de canó de Newton. Rutes A i B representen una trajectòria suborbital.

La definició d'un vol espacial suborbital és quan un objecte arriba a un altitud superior als 100 km per sobre del nivell del mar. Aquesta altitud, coneguda com la línia de Kármán, va ser elegida per la Fédération Aéronautique Internationale pel fet que és aproximadament el punt on un vehicle vola prou ràpid per mantenir-se a si mateix amb sustentació aerodinàmica de l'atmosfera terrestre que estaria volant més ràpid que la velocitat orbital.
El premi de l'exèrcit dels EUA i de la NASA com a distintiu d'ales d'astronauta per a aquells que volen per sobre de 50 milles (80,47 km), encara que el Departament d'Estat dels EUA sembla no donar suport a una frontera clara entre el vol atmosfèric i els vols espacials.

## Òrbita
Durant la caiguda lliure la trajectòria és part d'una òrbita el·líptica com a proposta per l'equació d'òrbita. La distància de perigeu és menor que el radi de la Terra R incloent l'atmosfera, d'aquí l'el·lipse intersecta a la Terra i, per tant, la nau no podrà completar una òrbita. L'eix major és vertical, el semieix major a és més de R/2. L'energia orbital específica {\displaystyle \epsilon } està donada per:
{\displaystyle \varepsilon =-{\mu  \over {2a}}>-{\mu  \over {R}}\,\!}
on {\displaystyle \mu \,\!} és el paràmetre gravitacional estàndard.
Gairebé sempre a < R, corresponent a una menor {\displaystyle \epsilon } que el mínim per a una òrbita completa, que és {\displaystyle -{\mu  \over {2R}}\,\!}
Així, la xarxa d'energia addicional específica necessària en comparació amb només elevar la nau espacial en l'espai és d'entre 0 i {\displaystyle \mu  \over {2R}\,\!}.

## Velocitat, l'abast i l'altitud
Per minimitzar el delta-v la requerit (una mesura astrodinàmica que determina en gran manera el combustible necessari), la part d'alta altitud del vol es realitza amb els coets aturats (el que es coneix tècnicament com caiguda lliure, fins i tot per la part ascendent de la trajectòria). La màxima velocitat en un vol s'aconsegueix per l'altitud més baixa d'aquesta trajectòria de caiguda lliure, tant a l'inici i al final.
Si el nostre objectiu és simplement "arribar a l'espai", per exemple en la competició de l'Ansari X Prize, el moviment horitzontal no és necessari. En aquest cas la més baixa delta-v requerida és al voltant d'1,4 km/s, per a un vol suborbital amb una velocitat màxima d'uns 1 km/s. Movent-se més lentament, amb menys caiguda lliure, cal més delta-v.
Es compara això amb els vols espacials orbitals: una òrbita terrestre baixa (LEO), amb una altitud d'uns 300 km, necessita una velocitat de prop de 7,7 km/s, el que requereix un delta-v del voltant de 9,2 km/s.
Per a vols espacials suborbitals que cobreixen una distància horitzontal de la velocitat màxima requerida i delta-v es troben entre els d'un vol vertical i un LEO. La velocitat màxima en els extrems inferiors de la trajectòria ve ara en una horitzontal i una component vertical. Com més gran sigui la distància horitzontal coberta, més són les dues velocitats, i més és l'altitud màxima. Per al coet V-2, quan acaba d'arribar a l'espai, però amb un rang del voltant de 330 km, la velocitat màxima és d'1,6 km/s. El Scaled Composites SpaceShipTwo que està en desenvolupament tindrà una òrbita similar de caiguda lliure, però la velocitat màxima anunciada és d'1,1 km/s (a causa de l'aturada del motor a major altura).
Per a majors rangs, a causa de l'òrbita el·líptica de l'alçada màxima pot ser fins i tot considerablement més que per a un LEO. En un vol intercontinental, com la de futurs míssils balístics intercontinentals o possibles vols espacials comercials, la velocitat màxima és d'aproximadament 7 km/s, i l'altitud màxima d'uns 1200 km. Cal recordar que un vol intercontinental a una altitud de 300 km requeriria un major delta-v que la d'un LEO.
Cal assenyalar que qualsevol vol espacial que torna a la superfície, incloent suborbitals, es sotmetrà a la reentrada atmosfèrica. La velocitat en l'inici que és bàsicament la velocitat màxima del vol. L'escalfament aerodinàmic causat variarà en conseqüència: és molt menys per a un vol a una velocitat màxima d'1 km/s que per un amb una velocitat màxima de 7 o 8 km/s.

## Duració de vol
En un vol vertical d'altituds no gaire altes, el temps de la caiguda lliure és tant per al cap amunt i cap avall per la part de la velocitat màxima dividida per l'acceleració de la gravetat, així que s'arriba amb una velocitat màxima d'1 km/s en 3 minuts i 20 segons. La durada de les fases de vol abans i després de la caiguda lliure pot variar.
Per a un vol intercontinental la fase d'impuls triga de 3 a 5 minuts, la caiguda lliure (fase de mig terme) uns 25 minuts. Per a un MBI la fase de reentrada atmosfèrica triga aproximadament 2 minuts, el que serà més llarg per a qualsevol aterratge suau, tal com per a un possible futur vol comercial.
Els vols suborbitals poden durar moltes hores. El Pioneer 1 va ser la primera sonda espacial de la NASA, destinada a arribar a la Lluna. Una fallada parcial va fer que en comptes de seguir una trajectòria suborbital, tornés a entrar en l'atmosfera de la Terra 43 hores després del llançament.

## Perfils de vol
Si bé hi ha un gran nombre de possibles perfils de vol suborbitals, s'espera que alguns seran més comuns que altres.

### Míssils balístics
Els primers vehicles suborbitals que van arribar a l'espai van ser míssils balístics. El primer míssil balístic en arribar a l'espai va ser l'alemany V-2 el 3 d'octubre de 1942 que va aconseguir una altitud de 97 km. De fet, va ser el primer objecte fet per l'home en arribar a l'espai. Després, en la dècada de 1950 els EUA i l'URSS al mateix temps van desenvolupar míssils balístics intercontinentals (MBI) de molt més llarg abast, tots els quals es basen en el coet V-2 i el treball dels científics a Peenemunde. En l'actualitat hi ha molts països que tenen míssils balístics intercontinentals i molts més amb menor abast com els MBAI (Intermediate Range Ballistic Missiles).

### Vols turístics
Els vols suborbitals turistes inicialment se centren en la consecució de l'altitud requerida per qualificar com arribar a l'espai. La trajectòria de vol probablement és vertical o molt escarpada, amb la part posterior d'aterratge de la nau espacial al seu lloc d'enlairament.
La nau espacial probablement apaga els seus motors molt abans d'arribar a l'altitud màxima, i després arriba fins al seu punt més alt. Durant uns minuts, des del punt quan els motors estan tancats fins al punt on l'atmosfera comença a disminuir l'acceleració cap avall, els passatgers experimenten la ingravidesa.
El 2004, un nombre de companyies van treballar en els vehicles d'aquesta classe com a participants en el concurs Ansari X Prize. El SpaceShipOne de Scaled Composites va ser declarat oficialment per Rick Searfoss guanyador del concurs el 4 d'octubre de 2004, després de completar dos vols dins d'un període de dues setmanes.
El 2005, el Senyor Richard Branson de Virgin Group va anunciar la creació de Virgin Galactic i els seus plans per a una capacitat de seient de 9 persones de l'SpaceShipTwo anomenat VSS Enterprise. Des de llavors s'ha completat amb vuit places (un pilot, un copilot i sis passatgers) i ha participat en captivitat realitzant proves i amb la primera nau nodrissa WhiteKnightTwo, o VMS Eve. També ha completat la caiguda lliure en solitari, encara que el motor de coet híbrid no es va encendre. S'han demanat quatre naus més i operaran des del nou Port Espacial Amèrica. Els vols s'han programat per a l'any 2011 impulsats per una "seguretat basada en calendari".

### Experiments científics
Un ús important dels vehicles suborbitals avui dia són els coets sonda per a usos científics. Els vols suborbitals científics es van iniciar en la dècada de 1920 quan Robert H. Goddard va llançar els primers coets de combustible líquid, però, no van arribar a l'altitud espacial. Els vols de coets sonda moderns van començar en la dècada de 1940 amb l'ús de vehicles derivats de míssils balístics alemanys V-2. Avui en dia hi ha dotzenes de diferents coets sonda al mercat, a partir d'una varietat de proveïdors en diferents països. En general, els investigadors volen dur a terme experiments en microgravetat o per sobre de l'atmosfera. Hi ha hagut diverses ofertes d'investigadors per posar en marxa experiments en l'SpaceShipOne, que han estat rebutjats fins a la propera versió del vehicle.

### Transport suborbital
La investigació, com la que s'ha realitzat per al projecte X-20 Dyna-Soar suggereix que un vol suborbital semi-balístic podria viatjar des d'Europa a Amèrica del Nord en menys d'una hora.
No obstant això, la mida de coet, relativa a la càrrega útil, necessari per aconseguir això, és similar a un MBI. Els MBI tenen un delta-v una mica menor que l'orbital i, per tant, seria una mica més barat que els costos per assolir l'òrbita, però la diferència no és gran.
Així, a causa de l'alt cost, és probable que això es limiti inicialment a valor alt, la càrrega d'urgència molt alta, com ara vols missatger, o com els últim avions de negocis; o possiblement com un esport extrem, o per afers militars de resposta ràpida.
El SpaceLiner és un concepte d'avió espacial suborbital hipersònic que podia transportar 50 passatgers des d'Austràlia a Europa en 90 minuts o 100 passatgers d'Europa a Califòrnia en 60 minuts. El principal repte rau en l'augment de la fiabilitat dels diferents components, en particular els motors, per tal de fer que el seu ús per al transport de passatgers en una base diària possible.

### Assistència de llançament captiu
Hi ha hagut propostes per utilitzar lligams (comunament referits com a skyhooks o ganxos aeris) per posar càrregues útils suborbitals en òrbita. Per exemple, una estació espacial orbitant podria estendre un ganxo, i retrobant-se amb un vehicle suborbital en l'extrem del cable fent-lo pujar d'altitud fins a arribar a l'estació. Si és possible, seria molt menys costós que el llançament de càrregues útils en òrbita directa dels coets en manera convencional.

## Destacats vols espacials suborbitals no tripulats
- El primer vol suborbital va ser a principis de 1944, quan un coet de proves V-2 llançat des de Peenemünde a Alemanya va arribar a 189 quilòmetres d'altitud.
- 8 de setembre de 1944, el primer míssil balístic amb èxit (V-2, llançat per Alemanya) impacta en el seu objectiu per primera vegada, Chiswick a Londres, Anglaterra. Tres civils van ser morts i disset ferits, va residir un cràter enorme. El setembre del 1944, els V-2 rutinàriament van assolir el Mach-4 durant el descens terminal.
- Bumper 5, un coet de dues etapes llançat des de la White Sands Proving Grounds. El 24 de febrer de 1949, l'etapa superior va aconseguir una altitud de 399 km i una velocitat de 2.300 metres per segon aprox.)[11] que va arribar gairebé a Mach-7.
- URSS — Energia, 1986, la càrrega de Polyus no va aconseguir arribar a l'òrbita, el que va ser l'objecte més massiu llançat al vol espacial suborbital fins ara.
- EUA - X-37 B de l'USAF/NASA/DARPA, pretén demostrar les tecnologies espacials reutilitzables, El X-37 va començar com un projecte de la NASA el 1999, i després va ser transferit al Departament de Defensa dels EUA el 2004. Va realitzar el seu primer vol com una prova de caiguda del 7 d'abril de 2006, a la Base Aèria Edwards. La primera missió de l'avió espacial orbital, EUA-212 va ser llançat el 22 d'abril de 2010, utilitzant un coet Atles V i va aterrar el 3 de desembre 2010.

## Vols espacials suborbitals tripulats
Per sobre d'almenys 100 km en altitud.
|   | Data (GMT) | Missió                  | Tripulació                   | Nació                                       | Comentaris                                                                                        |
| - | ---------- | ----------------------- | ---------------------------- | ------------------------------------------- | ------------------------------------------------------------------------------------------------- |
| 1 | 1961-05-05 | Mercury-Redstone 3      | Alan Shepard                 | Estats Units                                | El primer vol espacial suborbital tripulat, primer nord-americà a l'espai                         |
| 2 | 1961-07-21 | Mercury-Redstone 4      | Virgil Grissom               | Estats Units                                |                                                                                                   |
| 3 | 1963-07-19 | X-15 Flight 90          | Joseph A. Walker             | Estats Units                                | Primera nau amb ales a l'espai                                                                    |
| 4 | 1963-08-22 | X-15 Flight 91          | Joseph A. Walker             | Estats Units                                | La primera persona i nau espacial en fer dos vols a l'espai                                       |
| 5 | 1975-04-05 | Soiuz 18a               | Vassili Làzarev Oleg Màkarov | Unió de Repúbliques Socialistes Soviètiques | Error de llançament orbital. Avortat després d'un mal funcionament durant la separació de l'etapa |
| 6 | 2004-06-21 | SpaceShipOne flight 15P | Mike Melvill                 | Estats Units                                | Primer vol espacial comercial                                                                     |
| 7 | 2004-09-29 | SpaceShipOne flight 16P | Mike Melvill                 | Estats Units                                | Primer de dos vols per guanyar l'Ansari X-Prize                                                   |
| 8 | 2004-10-04 | SpaceShipOne flight 17P | Brian Binnie                 | Estats Units                                | Segon vol X-Prize, aconseguint el premi                                                           |

## Futur del vol espacial suborbital tripulat
Les empreses privades com Virgin Galactic, XCOR, Armadillo Aerospace, Blue Origin i Masten Space Systems s'estan interessant en el vol espacial suborbital, degut en part a les empreses com el Premi Ansari X. La NASA i altres estan experimentant amb scramjets basats en avions hipersònics que bé pot ser utilitzat amb perfils de vol que qualifiquen com a vol espacial suborbital. A més, la VSS Enterprise s'espera que comenci els vols suborbitals tripulats a partir del 2012, igual que el Lynx (avió espacial) de XCOR. Les entitats sense ànim de luce com ARCASPACE i Copenhagen Suborbitals també intenten llançaments de coets.